# وليد الكبيسي
وليد الكبيسي (بالبوكمول: Walid al-Kubaisi) (ولد 9 فبراير 1958 في بغداد، العراق) كاتب نرويجي عراقي، وباحث سياسي غالباُ ما يوجه انتقادته للإسلام السياسي، ومن ضمن نقده إنتاج فيلم وثائقي (بالنرويجية:Frihet,likhet og Det muslimske brorskap) بمعنى (الحرية والمساواة والإخوان المسلمين) (2010). نشر أول كتاب له سنة 1996 بعنوان: My faith, your myth: Islam meets Norwegian everyday وكان تجميعاً لمقالاته.

## الحياة الشخصية والمهنية
ولد الكبيسي في بغداد بالعراق، وهاجر إلى النرويج بوصفه لاجئ سياسي في عام 1981 بسبب الحرب العراقية الإيرانية ويُعرّف نفسه بأنه «مسلم علماني». بالإضافة إلى كتابة الكتب غير الخيالية، قام بترجمة بعض القصائد الشعرية من العربية إلى النرويجية: قصائد فيصل الهاشمي في عام 2008 وأفتكار إسماعيل في عام 2010.

## روابط خارجية
- وليد الكبيسي على موقع IMDb (الإنجليزية)